# Gonda
Pour le footballeur japonais, voir Shūichi Gonda.
Gonda est une ville indienne située dans le district de Gonda dans l’État de l'Uttar Pradesh. En 2011, sa population était de 122 164 habitants. Elle désignée en 2017 comme la ville la plus sale d'Inde selon une enquête gouvernementale portant sur 434 villes.